# 康曾詔
康曾詔，号克庵，衡山县人清朝政治人物。雍正十年（1732）考中举人，次年考中進士。
乾隆十四年，接替馮兆吉。擔任江蘇宜興縣知縣以昭文知縣攝。后由何惟德接任。康曾詔還在多地擔任知县。他的著作有《惇大堂稿》。